# فرودگاه کولوماک
فرودگاه کولوماک (به انگلیسی: Colomac Airport) یک فرودگاه خصوصی است . این فرودگاه در کشور کانادا قرار دارد و در ارتفاع ۳۲۷ متری از سطح دریا واقع شده‌است.